# National Hockey League 1988-1989
La stagione 1988-1989 è stata la 72ª edizione della National Hockey League. La stagione regolare iniziò il 6 ottobre 1988 e si concluse il 2 aprile 1989, mentre i playoff della Stanley Cup terminarono l'11 maggio 1989. Gli Edmonton Oilers ospitarono l'NHL All-Star Game presso il Northlands Coliseum il 7 febbraio 1989. I Calgary Flames sconfissero i Montreal Canadiens nella finale di Stanley Cup per 4-2, conquistando il primo titolo nella storia della franchigia. Al 2013 fu l'ultima finale giocata fra due squadre canadesi.
La stagione fu segnata dal più grande scambio mai effettuato nella storia della lega: il 4 agosto 1988 Wayne Gretzky si trasferì ai Los Angeles Kings dopo la conquista con gli Edmonton Oilers della Stanley Cup 1988. L'arrivo di Gretzky rilanciò l'hockey a Los Angeles dentro e fuori dal ghiaccio. Prima del suo arrivo i Kings erano una delle squadre più deboli della lega, mentre alla fine della stagione 1988-89 conclusero con il quarto miglior record; inoltre nei playoff sconfissero proprio gli Edmonton Oilers per 4-3. Nelle stagioni successive la lega grazie al trasferimento di Gretzky si espanse e guadagnò popolarità anche nell'ovest degli Stati Uniti, con la nascita nelle stagioni successive di nuove franchigie.

## Squadre partecipanti
- Boston Bruins
- Buffalo Sabres
- Calgary Flames
- Chicago Blackhawks
- Detroit Red Wings
- Edmonton Oilers
- Hartford Whalers
- Los Angeles Kings
- Minnesota North Stars
- Montreal Canadiens
- New Jersey Devils

- New York Islanders
- New York Rangers
- Philadelphia Flyers
- Pittsburgh Penguins
- Quebec Nordiques
- St. Louis Blues
- Toronto Maple Leafs
- Vancouver Canucks
- Washington Capitals
- Winnipeg Jets

## Pre-season

### NHL Entry Draft
L'Entry Draft si tenne l'11 giugno 1988 presso il Forum de Montréal di Montréal, in Québec. I Minnesota North Stars nominarono come prima scelta assoluta il centro statunitense Mike Modano. Altri giocatori rilevanti all'esordio in NHL furono Jeremy Roenick, Rob Blake, Aleksandr Mogil'nyj e Valerij Kamenskij.

## Stagione regolare

### Classifiche
= Qualificata per i playoff,       = Primo posto nella Conference,       = Vincitore del Presidents' Trophy

#### Prince of Wales Conference
Adams Division
|    |                    | PG | V  | S  | N  | GF  | GS  | PT  |
| -- | ------------------ | -- | -- | -- | -- | --- | --- | --- |
| 1. | Montreal Canadiens | 80 | 53 | 18 | 9  | 315 | 218 | 101 |
| 2. | Boston Bruins      | 80 | 37 | 29 | 14 | 289 | 256 | 88  |
| 3. | Buffalo Sabres     | 80 | 38 | 35 | 7  | 291 | 299 | 83  |
| 4. | Hartford Whalers   | 80 | 37 | 38 | 5  | 299 | 290 | 79  |
| 5. | Quebec Nordiques   | 80 | 27 | 46 | 7  | 269 | 342 | 61  |

Patrick Division
|    |                     | PG | V  | S  | N  | GF  | GS  | PT |
| -- | ------------------- | -- | -- | -- | -- | --- | --- | -- |
| 1. | Washington Capitals | 80 | 41 | 29 | 10 | 305 | 259 | 92 |
| 2. | Pittsburgh Penguins | 80 | 40 | 33 | 7  | 347 | 349 | 87 |
| 3. | New York Rangers    | 80 | 37 | 35 | 8  | 310 | 307 | 82 |
| 4. | Philadelphia Flyers | 80 | 36 | 36 | 8  | 307 | 285 | 80 |
| 5. | New Jersey Devils   | 80 | 27 | 41 | 12 | 281 | 325 | 66 |
| 6. | New York Islanders  | 80 | 28 | 37 | 5  | 265 | 325 | 61 |

#### Clarence Campbell Conference
Norris Division
|    |                       | PG | V  | S  | N  | GF  | GS  | PT |
| -- | --------------------- | -- | -- | -- | -- | --- | --- | -- |
| 1. | Detroit Red Wings     | 80 | 34 | 34 | 12 | 313 | 316 | 80 |
| 2. | St. Louis Blues       | 80 | 33 | 35 | 12 | 275 | 285 | 78 |
| 3. | Minnesota North Stars | 80 | 27 | 37 | 16 | 258 | 278 | 70 |
| 4. | Chicago Blackhawks    | 80 | 27 | 41 | 12 | 297 | 335 | 66 |
| 5. | Toronto Maple Leafs   | 80 | 28 | 46 | 6  | 259 | 342 | 62 |

Smythe Division
|    |                   | PG | V  | S  | N  | GF  | GS  | PT  |
| -- | ----------------- | -- | -- | -- | -- | --- | --- | --- |
| 1. | Calgary Flames    | 80 | 54 | 17 | 9  | 354 | 226 | 117 |
| 2. | Los Angeles Kings | 80 | 42 | 31 | 7  | 376 | 335 | 91  |
| 3. | Edmonton Oilers   | 80 | 38 | 34 | 8  | 325 | 306 | 84  |
| 4. | Vancouver Canucks | 80 | 33 | 39 | 8  | 251 | 253 | 74  |
| 5. | Winnipeg Jets     | 80 | 26 | 42 | 12 | 300 | 355 | 64  |

### Statistiche

#### Classifica marcatori
La seguente lista elenca i migliori marcatori al termine della stagione regolare.

| Giocatore       | Squadra             | PG | G  | A   | Pt  | +/- | MP  |
| --------------- | ------------------- | -- | -- | --- | --- | --- | --- |
| Mario Lemieux   | Pittsburgh Penguins | 76 | 85 | 114 | 199 | +41 | 100 |
| Wayne Gretzky   | Los Angeles Kings   | 78 | 54 | 114 | 168 | +15 | 26  |
| Steve Yzerman   | Detroit Red Wings   | 80 | 65 | 90  | 155 | +17 | 61  |
| Bernie Nicholls | Los Angeles Kings   | 79 | 70 | 80  | 150 | +30 | 96  |
| Rob Brown       | Pittsburgh Penguins | 68 | 49 | 66  | 115 | +27 | 118 |
| Paul Coffey     | Pittsburgh Penguins | 75 | 30 | 83  | 113 | -10 | 195 |
| Joe Mullen      | Calgary Flames      | 79 | 51 | 59  | 110 | +51 | 16  |
| Jari Kurri      | Edmonton Oilers     | 76 | 44 | 58  | 102 | +19 | 69  |
| Jimmy Carson    | Edmonton Oilers     | 80 | 49 | 51  | 100 | +3  | 36  |
| Luc Robitaille  | Los Angeles Kings   | 78 | 46 | 52  | 98  | +5  | 65  |

#### Classifica portieri
La seguente lista elenca i migliori portieri al termine della stagione regolare.

| Giocatore          | Squadra               | PG | Min     | V  | S  | P  | GS  | SO | Sv%  | MGS  |
| ------------------ | --------------------- | -- | ------- | -- | -- | -- | --- | -- | ---- | ---- |
| Patrick Roy        | Montreal Canadiens    | 48 | 2743:57 | 33 | 5  | 6  | 113 | 4  | .908 | 2.47 |
| Mike Vernon        | Calgary Flames        | 52 | 2937:44 | 37 | 6  | 5  | 130 | 0  | .897 | 2.65 |
| Pete Peeters       | Washington Capitals   | 33 | 1853:57 | 20 | 7  | 3  | 88  | 4  | .889 | 2.85 |
| Brian Hayward      | Montreal Canadiens    | 36 | 2091:27 | 20 | 13 | 3  | 101 | 1  | .887 | 2.81 |
| Rick Wamsley       | Calgary Flames        | 35 | 1926:54 | 17 | 11 | 4  | 95  | 2  | .881 | 2.89 |
| Steve Weeks        | Vancouver Canucks     | 35 | 2056:07 | 11 | 19 | 5  | 102 | 0  | .893 | 2.98 |
| Reggie Lemelin     | Boston Bruins         | 40 | 2392:27 | 19 | 15 | 6  | 120 | 0  | .887 | 3.01 |
| Peter Sidorkiewicz | Hartford Whalers      | 44 | 2634:33 | 22 | 18 | 4  | 133 | 4  | .890 | 3.03 |
| Jon Casey          | Minnesota North Stars | 55 | 2960:36 | 18 | 17 | 12 | 151 | 1  | .900 | 3.06 |
| Kirk McLean        | Vancouver Canucks     | 42 | 2476:59 | 20 | 17 | 3  | 127 | 4  | .891 | 3.08 |

## Playoff

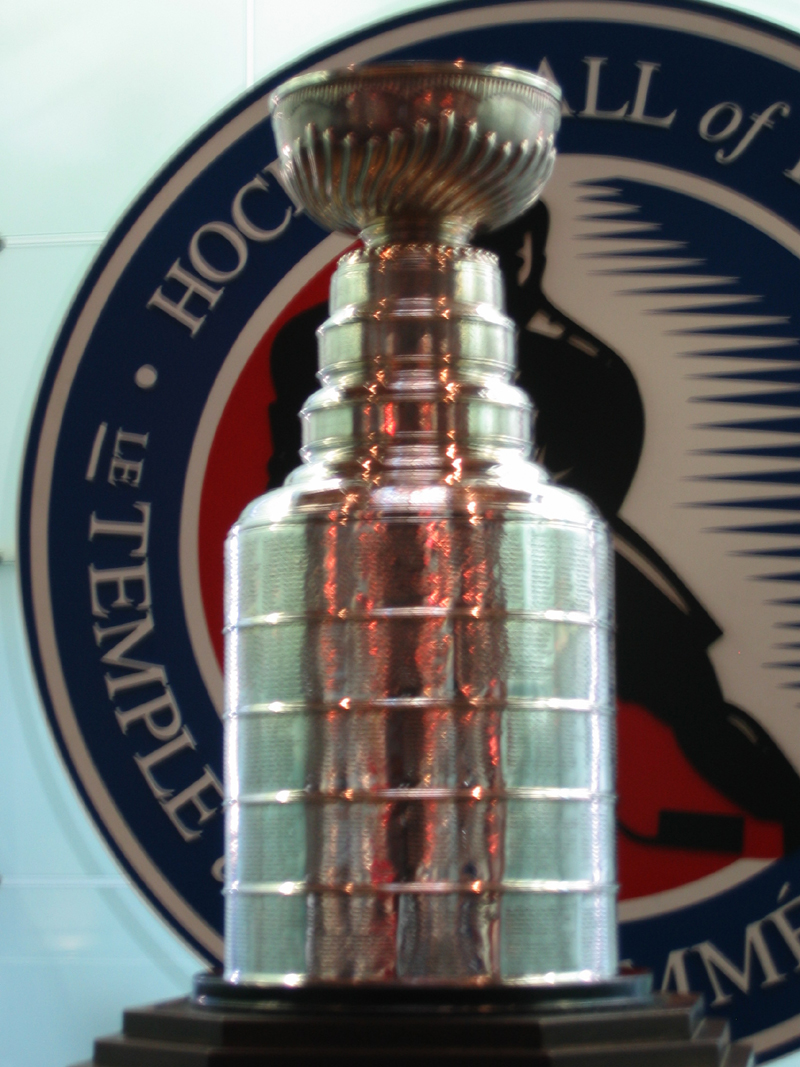
Il trofeo della Stanley Cup

Al termine della stagione regolare le migliori 16 squadre del campionato si sono qualificate per i playoff. I Calgary Flames si aggiudicarono il Presidents' Trophy avendo ottenuto il miglior record della lega con 117 punti.

### Tabellone playoff
Nel primo turno la squadra con il ranking più alto di ciascuna Division si sfida con quella dal posizionamento più basso seguendo lo schema 1-4 e 2-3, usufruendo anche del vantaggio del fattore campo. Il secondo turno determina la vincente divisionale, mentre il terzo vede affrontarsi le squadre vincenti delle Division della stessa Conference per accedere alla finale di Stanley Cup. Il fattore campo osservato nelle finali di conference e in finale di Stanley Cup fu determinato dai punti ottenuti in stagione regolare. Ciascuna serie, al meglio delle sette gare, seguì il formato 2-2-1-1-1: la squadra migliore in stagione regolare avrebbe disputato in casa Gara-1 e 2, (se necessario anche Gara-5 e 7), mentre quella posizionata peggio avrebbe giocato nel proprio palazzetto Gara-3 e 4 (se necessario anche Gara-6).
|  | Semifinali Division | Semifinali Division   | Semifinali Division |                     |    | Finali Division     | Finali Division | Finali Division |  |  | Finali Conference | Finali Conference | Finali Conference |  |  | Finale Stanley Cup | Finale Stanley Cup | Finale Stanley Cup |  |
|  |                     |                       |                     |                     |    |                     |                 |                 |  |  |                   |                   |                   |  |  |                    |                    |                    |  |
|  | A1                  | Montreal Canadiens    | 4                   |                     |    |                     |                 |                 |  |  |                   |                   |                   |  |  |                    |                    |                    |  |
|  | A1                  | Montreal Canadiens    | 4                   |                     |    |                     |                 |                 |  |  |                   |                   |                   |  |  |                    |                    |                    |  |
|  | A4                  | Hartford Whalers      | 0                   |                     |    |                     |                 |                 |  |  |                   |                   |                   |  |  |                    |                    |                    |  |
|  | A4                  | Hartford Whalers      | 0                   |                     | A1 | Montreal Canadiens  | 4               |                 |  |  |                   |                   |                   |  |  |                    |                    |                    |  |
|  |                     |                       |                     |                     | A1 | Montreal Canadiens  | 4               |                 |  |  |                   |                   |                   |  |  |                    |                    |                    |  |
|  |                     |                       | A2                  | Boston Bruins       | 1  |                     |                 |                 |  |  |                   |                   |                   |  |  |                    |                    |                    |  |
|  | A2                  | Boston Bruins         | A2                  | Boston Bruins       | 1  | 4                   |                 |                 |  |  |                   |                   |                   |  |  |                    |                    |                    |  |
|  | A2                  | Boston Bruins         |                     |                     |    |                     |                 |                 |  |  |                   |                   |                   |  |  |                    |                    |                    |  |
|  | A3                  | Buffalo Sabres        | 1                   |                     |    |                     |                 |                 |  |  |                   |                   |                   |  |  |                    |                    |                    |  |
|  | A3                  | Buffalo Sabres        | 1                   |                     | A1 | Montreal Canadiens  | 4               |                 |  |  |                   |                   |                   |  |  |                    |                    |                    |  |
|  |                     |                       |                     |                     |    |                     |                 |                 |  |  |                   |                   |                   |  |  |                    |                    |                    |  |
|  |                     |                       | P4                  | Philadelphia Flyers | 2  |                     |                 |                 |  |  |                   |                   |                   |  |  |                    |                    |                    |  |
|  | P1                  | Washington Capitals   | P4                  | Philadelphia Flyers | 2  | 2                   |                 |                 |  |  |                   |                   |                   |  |  |                    |                    |                    |  |
|  | P1                  | Washington Capitals   |                     |                     |    |                     |                 |                 |  |  |                   |                   |                   |  |  |                    |                    |                    |  |
|  | P4                  | Philadelphia Flyers   | 4                   |                     |    |                     |                 |                 |  |  |                   |                   |                   |  |  |                    |                    |                    |  |
|  | P4                  | Philadelphia Flyers   | 4                   |                     | P2 | Pittsburgh Penguins | 3               |                 |  |  |                   |                   |                   |  |  |                    |                    |                    |  |
|  |                     |                       |                     |                     | P2 | Pittsburgh Penguins | 3               |                 |  |  |                   |                   |                   |  |  |                    |                    |                    |  |
|  |                     |                       | P4                  | Philadelphia Flyers | 4  |                     |                 |                 |  |  |                   |                   |                   |  |  |                    |                    |                    |  |
|  | P2                  | Pittsburgh Penguins   | P4                  | Philadelphia Flyers | 4  | 4                   |                 |                 |  |  |                   |                   |                   |  |  |                    |                    |                    |  |
|  | P2                  | Pittsburgh Penguins   |                     |                     |    |                     |                 |                 |  |  |                   |                   |                   |  |  |                    |                    |                    |  |
|  | P3                  | New York Rangers      | 0                   |                     |    |                     |                 |                 |  |  |                   |                   |                   |  |  |                    |                    |                    |  |
|  | P3                  | New York Rangers      | 0                   |                     | A1 | Montreal Canadiens  | 2               |                 |  |  |                   |                   |                   |  |  |                    |                    |                    |  |
|  |                     |                       |                     |                     |    |                     |                 |                 |  |  |                   |                   |                   |  |  |                    |                    |                    |  |
|  |                     |                       | S2                  | Calgary Flames      | 4  |                     |                 |                 |  |  |                   |                   |                   |  |  |                    |                    |                    |  |
|  | N1                  | Detroit Red Wings     | S2                  | Calgary Flames      | 4  | 2                   |                 |                 |  |  |                   |                   |                   |  |  |                    |                    |                    |  |
|  | N1                  | Detroit Red Wings     |                     |                     |    |                     |                 |                 |  |  |                   |                   |                   |  |  |                    |                    |                    |  |
|  | N4                  | Chicago Blackhawks    | 4                   |                     |    |                     |                 |                 |  |  |                   |                   |                   |  |  |                    |                    |                    |  |
|  | N4                  | Chicago Blackhawks    | 4                   |                     | N2 | St. Louis Blues     | 1               |                 |  |  |                   |                   |                   |  |  |                    |                    |                    |  |
|  |                     |                       |                     |                     | N2 | St. Louis Blues     | 1               |                 |  |  |                   |                   |                   |  |  |                    |                    |                    |  |
|  |                     |                       | N4                  | Chicago Blackhawks  | 4  |                     |                 |                 |  |  |                   |                   |                   |  |  |                    |                    |                    |  |
|  | N2                  | St. Louis Blues       | N4                  | Chicago Blackhawks  | 4  | 4                   |                 |                 |  |  |                   |                   |                   |  |  |                    |                    |                    |  |
|  | N2                  | St. Louis Blues       |                     |                     |    |                     |                 |                 |  |  |                   |                   |                   |  |  |                    |                    |                    |  |
|  | N3                  | Minnesota North Stars | 1                   |                     |    |                     |                 |                 |  |  |                   |                   |                   |  |  |                    |                    |                    |  |
|  | N3                  | Minnesota North Stars | 1                   |                     | N4 | Chicago Blackhawks  | 1               |                 |  |  |                   |                   |                   |  |  |                    |                    |                    |  |
|  |                     |                       |                     |                     |    |                     |                 |                 |  |  |                   |                   |                   |  |  |                    |                    |                    |  |
|  |                     |                       | S1                  | Calgary Flames      | 4  |                     |                 |                 |  |  |                   |                   |                   |  |  |                    |                    |                    |  |
|  | S1                  | Calgary Flames        | S1                  | Calgary Flames      | 4  | 4                   |                 |                 |  |  |                   |                   |                   |  |  |                    |                    |                    |  |
|  | S1                  | Calgary Flames        |                     |                     |    |                     |                 |                 |  |  |                   |                   |                   |  |  |                    |                    |                    |  |
|  | S4                  | Vancouver Canucks     | 3                   |                     |    |                     |                 |                 |  |  |                   |                   |                   |  |  |                    |                    |                    |  |
|  | S4                  | Vancouver Canucks     | 3                   |                     | S1 | Calgary Flames      | 4               |                 |  |  |                   |                   |                   |  |  |                    |                    |                    |  |
|  |                     |                       |                     |                     | S1 | Calgary Flames      | 4               |                 |  |  |                   |                   |                   |  |  |                    |                    |                    |  |
|  |                     |                       | S2                  | Los Angeles Kings   | 0  |                     |                 |                 |  |  |                   |                   |                   |  |  |                    |                    |                    |  |
|  | S2                  | Los Angeles Kings     | S2                  | Los Angeles Kings   | 0  | 4                   |                 |                 |  |  |                   |                   |                   |  |  |                    |                    |                    |  |
|  | S2                  | Los Angeles Kings     |                     |                     |    |                     |                 |                 |  |  |                   |                   |                   |  |  |                    |                    |                    |  |
|  | S3                  | Edmonton Oilers       | 3                   |                     |    |                     |                 |                 |  |  |                   |                   |                   |  |  |                    |                    |                    |  |

### Stanley Cup
La finale della Stanley Cup 1989 è stata una serie al meglio delle sette gare che ha determinato il campione della National Hockey League per la stagione 1988-89. I Calgary Flames hanno sconfitto i Montreal Canadiens in sei partite e si sono aggiudicati la Stanley Cup per la prima volta nella loro storia.

## Premi NHL
- Stanley Cup: Calgary Flames
- Presidents' Trophy: Calgary Flames

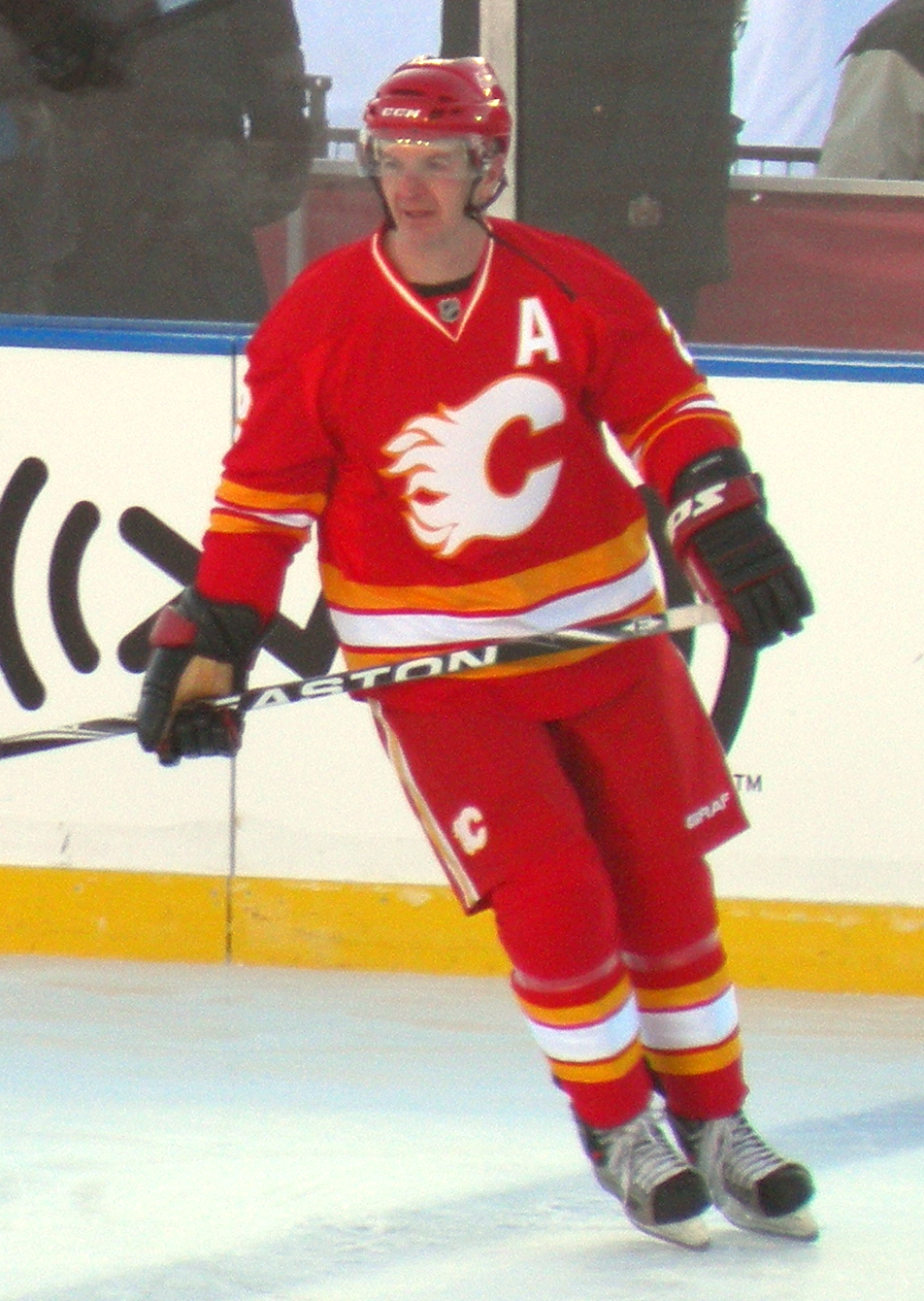
Il giocatore dei Calgary Flames Al MacInnis, vincitore del Conn Smythe Trophy.

- Prince of Wales Trophy: Montreal Canadiens
- Clarence S. Campbell Bowl: Calgary Flames
- Art Ross Trophy: Mario Lemieux (Pittsburgh Penguins)
- Bill Masterton Memorial Trophy: Tim Kerr (Philadelphia Flyers)
- Calder Memorial Trophy: Brian Leetch (New York Rangers)
- Conn Smythe Trophy: Al MacInnis (Calgary Flames)
- Frank J. Selke Trophy: Guy Carbonneau (Montreal Canadiens)
- Hart Memorial Trophy: Wayne Gretzky (Los Angeles Kings)
- Jack Adams Award: Pat Burns (Montreal Canadiens)
- James Norris Memorial Trophy: Chris Chelios (Montreal Canadiens)
- King Clancy Memorial Trophy: Bryan Trottier (New York Islanders)
- Lady Byng Memorial Trophy: Joe Mullen (Calgary Flames)
- Lester B. Pearson Award: Steve Yzerman (Detroit Red Wings)
- Lester Patrick Trophy: Dan Kelly, Lou Nanne, Lynn Patrick, Bud Poile
- NHL Plus/Minus Award: Joe Mullen (Calgary Flames)
- Vezina Trophy: Patrick Roy (Montreal Canadiens)
- William M. Jennings Trophy: Patrick Roy e Brian Hayward (Montreal Canadiens)

### NHL All-Star Team
First All-Star Team
- Attaccanti: Luc Robitaille • Mario Lemieux • Joe Mullen
- Difensori: Chris Chelios • Paul Coffey
- Portiere: Patrick Roy

Second All-Star Team
- Attaccanti: Gerard Gallant • Wayne Gretzky • Jari Kurri
- Difensori: Al MacInnis • Ray Bourque
- Portiere: Mike Vernon

NHL All-Rookie Team
- Attaccanti: Trevor Linden • Tony Granato • David Volek
- Difensori: Brian Leetch • Zarley Zalapski
- Portiere: Peter Sidorkiewicz